# 빌리 코범
빌리 코범(영어: Billy Cobham, 1944년 5월 16일 ~ )은 1960년대 말과 1970년대 초에 트럼펫 연주자 마일스 데이비스와 그 다음에는 마하비시누 오케스트라와 함께 유명해진 파나마계 미국인 재즈 드러머이다.